# Камингс (Тексас)
Камингс (енгл. Cumings) насељено је место без административног статуса у америчкој савезној држави Тексас.

## Демографија
По попису из 2010. године број становника је 981, што је 298 (43,6%) становника више него 2000. године.
| Група             | 2000.       | 2010.       |
| Белци             | 55 (8,1%)   | 225 (22,9%) |
| Афроамериканци    | 0 (0,0%)    | 67 (6,8%)   |
| Азијати           | 2 (0,3%)    | 6 (0,6%)    |
| Хиспаноамериканци | 626 (91,7%) | 674 (68,7%) |
| Укупно            | 683         | 981         |